# Pride on Everyday
「Pride on Everyday」是sphere的第11張單曲。2012年11月7日由GloryHeaven發行。

## 概要
與前作「Non stop road/通向明天的歸途」相隔約6個月發行，是2012年的第2張單曲。表題曲「Pride on Everyday」是電視動畫『爆漫王』的第3系列主題曲。

## 收錄曲
1. Pride on Everyday [4:53]
作詞：畑亜貴、作曲・編曲：高田暁
電視動畫『爆漫王』第3系列片尾曲
2. ワタシ♪NOTEと#ペンシル [4:59]
作詞：松井洋平、作曲：磯崎健史、編曲：渡辺未来
3. Pride on Everyday （Off Vocal）
4. ワタシ♪NOTEと#ペンシル（Off Vocal）

DVD（初回限定盤）
1. Pride on Everyday（Music Clip）

## 外部連結
- GloryHeaven介紹網頁
  - 初回限定盤（页面存档备份，存于）
  - 通常盤（页面存档备份，存于）